# Polystichum fuscum
Polystichum fuscum är en träjonväxtart som beskrevs av Edwin Bingham Copeland. Polystichum fuscum ingår i släktet Polystichum och familjen Dryopteridaceae. Inga underarter finns listade.